# Nicolae Țicu
Nicolae Țicu (n. 4 iunie 1953) este un canoist de sprint⁠(d) român care a concurat la sfârșitul anilor 1970 și la începutul anilor 1980. A câștigat două medalii de bronz la Campionatele Mondiale ICF de canoe sprint⁠(d) (K-2 10000 m: 1977⁠(d), K-4 10000 m: 1978⁠(d)) și a terminat pe locul 4 în proba K-2 1000 m⁠(d) de la Jocurile Olimpice de vară din 1980 de la Moscova.

## Distincții
- Medalia „Meritul Sportiv” clasa I (15 aprilie 1981) „pentru rezultatele deosebite obținute la Jocurile olimpice de vară de la Moscova — 1980, precum și pentru contribuția adusă la dezvoltarea activității sportive și la creșterea prestigiului sportului românesc pe plan internațional”[3]